# Manuel António Mendes dos Santos
Dom Manuel António Mendes dos Santos (Lamego, 20 de març de 1960) és un sacerdot i bisbe catòlic portuguès. Membre de l'orde dels Fills del Cor de Maria (claretians), és l'actual bisbe titular de la diòcesi de São Tomé i Príncipe des del seu nomenament l'1 de desembre de 2006, pel papa Benet XVI